# سیب‌چاه
سیب‌چاه یک روستا در ایران است که در دهستان قلعه زری شهرستان خوسف واقع شده‌است. سیب‌چاه دارای 30 خانوار  و حدود150 نفر جمعیت دارد.محصولات این روستا هندوانه دیمه می باشد که خیلی ابدار و درشت می باشد و این محصول هر ساله با برند سیب چاه در بازارهای بیرجند و خوسف به فروش می رسد میزان درامد هر روستایی از این فروش حدودا 20 میلیون می باشد و از دیگر محصولات ای روستا شلغم/چغندر/زردک/مسکه/روغن زرد و قروت می باشد.این روستا از مشارکت های مردمی بالا برخوردار می باشد و دارای مسجد در وسط روستا که نگین روستا بوده و دارای جاذبه گردشگری می باشد شغل دامداری و کشاورزی و شترداری و شترمرغ و گاوداری از شغل های رایج در این مکان می باشد.